# José Castillejo
José Castillejo Duarte (* 1877 in Ciudad Real; † 1945 in London) war ein spanischer Pädagoge und Begründer des Instituto-Escuela.
Er legte am El Escorial sein Abitur ab und studierte Recht, Philosophie und Literatur in Saragossa und Madrid. 1901 wurde er mit einer Dissertation über den Unterricht in England promoviert und Lehrstuhlinhaber für römisches Recht an der Universität Madrid (1905). Ab 1898 war er der Institución Libre de Enseñanza (Freie Institution für Unterricht) verbunden und trug mit einer außerordentlichen Geschäftstüchtigkeit dazu bei, die pädagogische Struktur der Institutionsarbeit von seiner Stelle als Sekretär der Junta para Ampliación de Estudios e Investigaciones Científicas (Kommission für wissenschaftliche Studien und Forschungen) zu systematisieren (1907). Er besaß einen absoluten humanistischen Glauben an die erneuernde Kraft der Bildung und beteiligte sich vom Ministerium für öffentlichen Unterricht aus an der Schaffung der Residencia de Estudiantes (wörtlich: Studentenresidenz) (1910) und des Centro de Estudios Históricos (Zentrum für historische Studien) ein, beide für das Silberne Zeitalter der spanischen Kultur sehr wichtige Institutionen, obwohl er seine Arbeit vor allem in der Junta para Ampliación de Estudios konzentrierte. Er regte das Instituto-Escuela (1918) an, wo die Institución Libre de Enseñanza zwischen 1918 und 1936 neue Ideen auf dem Gebiet des Oberschulunterrichts einführte, bestehend aus neuen Arbeitsmethoden, Studienplänen und didaktischen und organisatorischen Neuerungen.
Castillejo geht von einer globalen Auffassung krausistischer Herkunft aus. Er meinte, dass der Unterricht alle Stoffe von zyklischer und gradueller Form umfassen solle, weswegen man die künstliche Grenze zwischen Grund- und Oberschulbildung aufheben soll, umso mehr als sie undurchdringliche Abteilungen sind, da man eine totale Erziehung zu verwirklichen versucht.

## Werk
- La educación en Inglaterra (1930), Neuausgabe seiner Doktorarbeit.
- Historia del Derecho Romano (1935).
- Guerra de ideas en España (1976), zuerst in Englisch veröffentlicht.

| Personendaten    | Personendaten                                |
| ---------------- | -------------------------------------------- |
| NAME             | Castillejo, José                             |
| ALTERNATIVNAMEN  | Castillejo Duarte, José (vollständiger Name) |
| KURZBESCHREIBUNG | spanischer Pädagoge                          |
| GEBURTSDATUM     | 1877                                         |
| GEBURTSORT       | Ciudad Real                                  |
| STERBEDATUM      | 1945                                         |
| STERBEORT        | London                                       |